# Deportivo Merlo
Deportivo Merlo ist ein argentinischer Fußballverein aus Merlo (Partido Merlo) im Ballungsraum von Buenos Aires. Der Verein wird auch El Charro genannt.

## Geschichte
Der Verein wurde am 8. Oktober 1954 als „9 de Julio“ gegründet und debütierte zwei Jahre später in der Primera D des argentinischen Fußballverbandes. 1968 wurde der Name in Deportivo Merlo geändert. Im selben Jahr erbat eine Gruppe junger Fans eine Frist von vier Monaten, um ein Stadion zu bauen und neue Mitglieder zu gewinnen, um die Vereinsauflösung zu verhindern. Der Bürgermeister von Merlo, Luis Monetti, stimmte zu, wenn das Team das Partido Merlo vertreten würde. Die Fans organisierten Veranstaltungen und ein Freundschaftsspiel gegen Vélez Sarsfield, um Geld für den Stadionbau zu sammeln. Das Stadion wurde 1969 eröffnet. 1977 übernahm der ehemalige Star José Manuel Moreno, auch „Charro“ genannt, das Traineramt. Nach seinem Tod wurde das Stadion nach ihm benannt, und das Team erhielt den Spitznamen „Charros“.
1975 stieg das Team in die Primera C auf und 1986 in die Primera B Metropolitana. In der Saison 1999/2000 gewann Deportivo Merlo die Meisterschaft der Primera C, stieg jedoch bald wieder ab. In der Saison 2005/06 kehrte die Mannschaft in die Primera B Liga zurück und stieg in der Saison 2008/09 in die Primera Nacional B, die zweithöchste Spielklasse in Argentinien, auf. 2012 erreichte der Verein das Halbfinale der Copa Argentina, wo er gegen den Spitzenklub Boca Juniors im Elfmeterschießen ausschied. Nach drei Saisons in der Primera Nacional B fiel Deportivo Merlo allerdings in die Primera B zurück und stieg zwei Jahre später in die Primera C ab. Seit 2021 spielt das Team wieder in der Primera B.

## Stadion
Seine Heimspiele trägt Deportivo Merlo im 7500 Zuschauer fassenden Estadio José Manuel Moreno aus. Das Stadion wurde 1969 eröffnet.

## Erfolge
- Meister der Primera C: 1999/2000, 2005/06